# 濱田玲
濱田 玲（はまだ れい、1985年3月2日 - ）は、鹿児島県薩摩川内市出身のモデル。FRONT Model Agency 所属。モデル名はREI（れい）。

## 略歴
- 鹿児島県立川内高等学校卒業
- 2005年 - 昭和女子大学短期大学部卒業
- 2007年 - ミス・ユニバース・ジャパン準グランプリ受賞[3]。同年優勝者である森理世が世界大会で優勝した為、繰り上げ1位となったが、辞退。
- 2007年4月 - agence presse model management所属。
- 2009年 - 香港　Chinadolls所属 （3か月）。
- 2010年 - The super model asian beauty contest インテリジェンス賞受賞[4]。
- 2012年 - シンガポール Calcarry所属[5] （3か月）。
- 2013年 - ニューヨーク MUSE 所属[6] （3か月）。
- 2013年 - ミス・ユニバース・ジャパン長野チームマネージャーとして参加[7]。

- 2014年 - ミラノ Elite所属
- 2015年 - シンガポール　Mannequin所属
- 2017年 - ミス・ユニバース・ジャパンウォーキング講師として参加

- 2017年7月 - FRONT Model Agency 所属

## 出演

### CONTRACT
- Jexer
- AVON化粧品

### MAGAZINE
- Precious（小学館）
- STORY（光文社）
- Tarzan（マガジンハウス）
- GINGER、DRESS（幻冬舎）
- 美しい着物（ハースト婦人画報社）
- 装苑（文化出版局）
- Magazine（Italy）
- Pheromone(Thai)

### CMF
- 眼鏡市場
- ショップチャンネル『Go!Go!ゴージャスHoliday』
- サントリー『セサミン』
- Amazon
- ユニクロ
- Proactiv
- 日本情報産業『NII』

### GRAPHIC
- VIVIENNE TAM
- ショップチャンネル
- アツギ
- コーセー『コスメデコルテ』
- PINETA
- 島精機製作所
- COTA
- 日情報産業
- ソニー『デジカメ』
- ユニクロ
- 資生堂『Shiseido Professional』
- NOVESPAZIO
- 伊藤超短波
- IT’s International
- 住友不動産
- HASUNA

### SHOW
- ESCADA
- VALENTINO
- BVLGARI
- FENDI
- Dior
- COACH
- LOUIS VUITTON
- CHANEL
- Lancel
- Millaschon
- Tiffany
- FOXEY
- EPOCA
- BANANA REPUBLIC
- LOEWE
- HATSUKO ENDO
- YUMI KATSURA